# Francs-fiefs
Les francs-fiefs sont d'une part des fiefs nobles possédés par des roturiers, et d'autre part la taxe qu'ils devaient payer au roi de France ou à ses fermiers pour avoir la permission de les posséder sans être nobles, et donc sans pouvoir rendre les services nobles attachés au fief.

## Définition
Les francs-fiefs sont, en France, au Moyen Âge et sous l'Ancien Régime, des fiefs nobles possédés par des roturiers, avec concession et dispense du roi, contre la règle commune qui ne permettait pas aux roturiers de tenir des fiefs (du fait qu'ils ne peuvent pas assurer le service vassalique de conseil et d'aide militaire).
C'est aussi par métonymie la taxe qu'ils devaient payer au roi de France ou à ses fermiers pour avoir la permission de les posséder sans être nobles, et donc sans pouvoir rendre les services nobles dus au seigneur direct ou au roi (notamment le service militaire).

## Droit de franc-fief
Le détenteur du franc-fief n'étant plus soumis qu'à des services féodaux réduits, et à aucun des services nobles (ost, chevauchée, conseil, etc.), il devait payer en contrepartie le droit de franc-fief. L'hommage féodal dû au suzerain ou au Roi était alors converti en une simple reconnaissance et dénombrement au roi ou à ses officiers. Cet impôt était la compensation de l'augmentation du revenu net du fief, ainsi dispensé de tout le service noble. À l'origine, il était payable à tous les échelons de la hiérarchie féodale, puis seulement à trois échelons, le roi compris. Enfin seul le roi le perçut.
Les francs-fiefs et la taxe associée sont attestés depuis l'ordonnance de Philippe III le Hardi enregistrée à la Toussaint 1275, puis chez ses successeurs jusqu'à la fin de l'Ancien Régime.
Cette taxe, dont le montant est d'une année de revenu, doit être payée à chaque mutation de détenteur du fief, que ce soit à titre gratuit (succession, legs, donation) ou onéreux, et ensuite tous les vingt ans. Elle est payable à l'issue de la première année de possession.
Ce ne sont pas seulement les fiefs qui doivent payer le droit de franc-fief mais aussi les rentes inféodées, les rentes et redevances seigneuriales en grain ou en argent, les droits de foire ou de marché, de fours et de pressoirs banaux, les sergenteries fieffées, les champarts féodaux, ainsi que sur le domaine royal les droits de parc, pâturage, pacage, chauffage et plus généralement tous droits et biens nobles et inféodés possédés par un roturier.
En Normandie les droits de francs-fiefs sont dus pour la possession des moulins (à quelque usage qu'il soit établi) et des colombiers parce que les articles 137, 160 et 161 de la Coutume de Normandie les réputent droits féodaux.

## Exemptions
En Artois et en Franche-Comté, les acquéreurs ne le paient qu'une seule fois. Jusqu'à la déclaration royale de 1771, qui met fin à l'exemption, certaines régions ne paient pas le droit de franc-fief : l'Anjou, les régions d'Abbeville, de Chartres, d'Orléans, le Perche. Les ecclésiastiques et les commensaux du roi en sont exempts.
Une façon d'y échapper était d'acheter un office anoblissant avant d'acquérir un bien noble. Beaucoup de charges exemptent leur titulaire du paiement du droit de franc-fief, notamment celles qui anoblissent personnellement, celles de commensaux du roi, de la reine et des princes, les offices qui le prévoient dans leur édit de création, ainsi que la bourgeoisie de certaines villes comme Paris et Toulouse à perpétuité, d'autres villes à condition que ce privilège soit confirmé à chaque règne, d'autres encore comme Abbeville, Chartres, Le Mans, Orléans, parce que ces villes payent un abonnement annuel.
Ce droit, qui freinait la vente des terres nobles et en renchérissait l'acquisition, était mal vu de la noblesse et de la bourgeoisie soucieuse de placements fonciers. Les cahiers de doléances de 1789 en demandent la suppression.

## Bourgogne
Le recouvrement du droit de franc-fief avait été ordonné dans tout le Royaume en 1652 par Mazarin. Mais il rencontra de nombreux obstacles et, en Bourgogne, fut suspendu par les États de Bourgogne. La monarchie revint toutefois à l'assaut et une chambre souveraine fut établie pour juger des contestations. Les États de Bourgogne firent supprimer la chambre des francs-fiefs. Les Élus traitèrent avec le roi et furent chargés de résoudre ces délicates questions. À trois reprises (notamment en 1678 et 1696), les États, pour remercier les Élus de leur aide, offrirent à chacun cent jetons d'argent et de nombreux jetons en cuivre, spécialement frappés pour « commémorer » la suppression du droit de franc-fief.

## Anoblissement aux francs-fiefs
Au début, s'oppose à l'entrée automatique de bourgeois dans la noblesse par la seule acquisition d'un fief, sans empêcher pour autant cette acquisition, qui permet à la noblesse désargentée de réaliser une partie de son patrimoine. Cependant, l'anoblissement aux francs-fiefs est une expression désignant un cas de maintenue ou d'anoblissement particulier à la Normandie.
Cette possibilité venait après les lourdes pertes infligées à la noblesse normande, et afin de tenir compte des éventuelles destructions d'archives subies par les impétrants à cause des ravages de la guerre de Cent Ans. Plusieurs familles nobles jugèrent en effet plus simple et moins coûteux de recourir à cette procédure plutôt que de tenter de rassembler les actes perdus sur une période d'au moins quatre générations.
L'anoblissement emportant exemption des droits de francs-fiefs fut accordée par Louis XI en 1470, et dans les années qui suivirent, à des familles réputées nobles en raison de leur possession de terres nobles, de droit exemptes de taxes roturières (les « francs fiefs »). C'est par une ordonnance donnée au château de Plessis-lèz-Tours, le 5 novembre 1470, que le Roi ordonna notamment que, pour les fiefs nobles acquis jusqu'alors dans la province de Normandie par des personnes les possédant noblement à gage-plège, cour et usage (droit de basse-justice), ces terres seraient exemptes des droits de franc-fief, taxes dues au roi par tous les roturiers possédant des seigneuries.
L'ordonnance ajoutait en outre que leurs possesseurs seraient tenus et réputés pour nobles, donc maintenus ou anoblis en tant que de besoin, en jouissant des mêmes privilèges que ceux accordés à la noblesse du royaume, pour eux et leur descendance légitime.
La reconstitution d'une noblesse dans une province reconquise depuis seulement vingt ans était une mesure politique au même titre que la création, l'année précédente, de l'Ordre de Saint-Michel, dont le roi fixait le siège à l'abbaye du Mont-Saint-Michel.
Les enfants de ceux qui payèrent le droit d'enregistrement fixé furent maintenus dans leur noblesse par des lettres patentes de Charles VIII, du 12 janvier et du 20 mars 1486.
Plus tard, cette procédure fut reprécisée par Henri II dans son ordonnance du 26 mars 1556 que ceux qui prétendraient être nobles aux francs-fiefs ne pourraient jouir de leurs privilèges que s'ils faisaient la preuve par d'authentiques documents qu'eux et leurs prédécesseurs vivaient noblement, suivant le métier des armes, sans avoir jamais dérogé depuis lors, sans quoi ils seraient privés de leurs privilèges, sauf cas particuliers.
Cette particularité normande fut cependant éteinte par son fils Henri III, par ordonnance donnée à Blois en mai 1579. Dès lors, les non-nobles propriétaires de seigneuries, de quelque revenu que soient ces francs-fiefs, ne furent plus anoblis.